# Camouco (La Coruña)
Camouco (llamada oficialmente San Vicente de Caamouco) es una parroquia española del municipio de Ares, en la provincia de La Coruña, Galicia.

## Localización
Se sitúa en la zona este del municipio y limita con los de Mugardos por el norte y con el de Fene por el este.

## Geografía
Es una zona agraria y de playas con pequeños núcleos como Redes y Seselle. Su población empadronada se ve triplicada o cuadruplicada en verano debido a la gran cantidad de chalets y pequeñas urbanizaciones construidos en la zona.

## Historia
Camouco fue ayuntamiento durante 2 años de su historia.[cita requerida]

## Organización territorial
La parroquia está formada por quince entidades de población, constando siete de ellas  en el nomenclátor del Instituto Nacional de Estadística español:
- A Lameira
- A Regueira
- Barracido
- Burreiros
- Carballás
- Curmá
- Curma Carretera (Ríos)*
- Curro
- Ixobre
- Liñares
- Lousada (A Lousada)
- Malata (A Malata)
- Mazaído
- O Castro
- O Pallizo
- O Outeiro de Barracido
- Pezoas (As Pezoas)
- Raso (O Raso)
- Redes
- Rodelas
- Rúa (A Rúa de Barracido)
- Seselle
- Solaina (A Solaina)

## Demografía
| Gráfica de evolución demográfica de Camouco entre 2000 y 2022 |
|                                                               |
| Datos según el nomenclátor publicado por el INE.              |

## Cultura
Camouco cuenta con una gran actividad de asociaciones culturales y deportivas, que pese a su baja población desarrollan multitud de actividades durante todo el año que atraen a visitantes sobre todo de los municipios más cercanos.
Cuenta con un Club de Tenis, un Club de Remo y una Agrupación Instructiva.
Sus fiestas son el 23 de enero (Día de San Vicente) y el 16 de julio (Día de la Virgen del Carmen)